# パシリ
パシリ（ぱしり）とは、『使い走り（つかいはしり、つかいばしり）』を指す俗語、若者言葉。使い走りの砕けた言い方である「使いっ走り（つかいっぱしり）」から。
学校や社会などの集団内で強い立場の者が、より弱い立場の者に（しばしば不当に）用事を命じて使いに行かせるとき、その使いに行かされる者、もしくはその行為を言う。動詞化して「パシる」「パシらせる」と使われることもある。
社会学者の打越正行の研究によれば、暴走族のような上下関係の厳しい集団内におけるパシリは、集団に参加する際に通過するイニシエーションであり、先輩がパシリ役の後輩に目をかけるかどうかを選別する機会である。パシリには様々な雑務が課されるが、課題を忠実にこなすことよりも、定期的に課題に失敗して笑いの種になることが、その後のメンバーとの信頼関係の形成にとって重要となる。

## 他国の事例
大韓民国 - シャトル（ショトゥル、셔틀）やパンシャトル（パンショトゥル、빵셔틀）として知られ、語の由来は定かではないが日本に比べ比較的新しく、2008年ごろに造語された俗語である。同国においては主に校内暴力の一つとして位置付けられ、試験の身代わりなどもこれに含まれるのが特徴である。また、加害者が被害者に携帯電話のデータ無制限契約を強制させ、その後テザリング機能などを通じて相手のデータ通信を利用することを目的としたWi-Fiシャトル（Wi-Fiショトゥル、와이파이 셔틀）という用語もある。